# Irene Mathyssen
Irene R. Mathyssen, née le 16 août 1951 à London (Ontario), est une femme politique canadienne. Elle est députée à l'Assemblée législative de l'Ontario de 1990 à 1995 sous la bannière du Nouveau Parti démocratique de l'Ontario, et brièvement ministre au sein du gouvernement provincial de Bob Rae.
Elle est actuellement députée à la Chambre des communes du Canada, représentant la circonscription ontarienne de London—Fanshawe depuis l'élection fédérale de 2006 pour le Nouveau Parti démocratique.

## Biographie
Matthyssen fait ses études à l'Université de Western Ontario de 1970 à 1975. Elle travaille ensuite comme professeure d'anglais. Membre du conseil scolaire de London de 1981 à 1990, elle est également présidente de l'association de circonscription de Nouveau Parti démocratique dans Middlesex de 1989 à 1990. Elle est depuis longtemps impliquée dans l'activisme syndical dans la région de London.
Elle est élue à l'Assemblée législative de l'Ontario dans l'élection provinciale de 1990, défaisant le député libéral sortant Doug Reycraft par 520 votes. Elle est whip du gouvernement de 1990 à 1991, ainsi qu'assistante parlementaire de 1991 à 1994. Elle est nommée ministre sans portefeuille, responsable pour la culture, le tourisme et les loisirs, le 21 octobre 1994, vers la fin du mandat du gouvernement Rae.
Les néo-démocrates sont défaits lors de l'élection provinciale de 1995, et Mathyssen est elle-même défaite dans Middlesex, terminant troisième derrière Reycroft et le progressiste-conservateur Bruce Smith.
Elle est candidate pour le NPD dans l'élection fédérale de 1997, terminant troisième dans la circonscription de London—Fanshawe, loin derrière le député libéral sortant Pat O'Brien. Elle tente de nouveau sa chance dans la même circonscription lors de l'élection provinciale de 1999 et termine troisième encore une fois, derrière le progressiste-conservateur Frank Mazzili et le libéral Peter Mancini.
Mathyssen se présente une troisième fois dans London—Fanshawe dans l'élection provinciale de 2003 et termine cette fois deuxième, moins de 2000 voix derrière le libéral Khalil Ramal.
Nonobstant ses défaites antérieures, les chances de Mathyssen étaient considérées comme bonnes pour défaire le libéral Pat O'Brien dans l'élection fédérale de 2004. Une remontée tardive d'appuis aux libéraux a toutefois donnée une victoire de plus de 3000 voix à O'Brien.
Elle se présente une fois de plus dans London—Fanshawe dans l'élection de 2006. Pat O'Brien avait alors quitté le Parti libéral et terminé son mandat en tant qu'indépendant à la Chambre des communes. Il choisit de ne pas chercher sa réélection en 2006. Mathyssen remporte la circonscription avec 34 % des suffrages.
Le 26 mai 2011, elle est nommée porte-parole de l'opposition officielle du Canada pour les aînés.

## Source
- (en) Cet article est partiellement ou en totalité issu de l’article de Wikipédia en anglais intitulé « Irene Mathyssen » (voir la liste des auteurs).